# Jorge de Villalonga

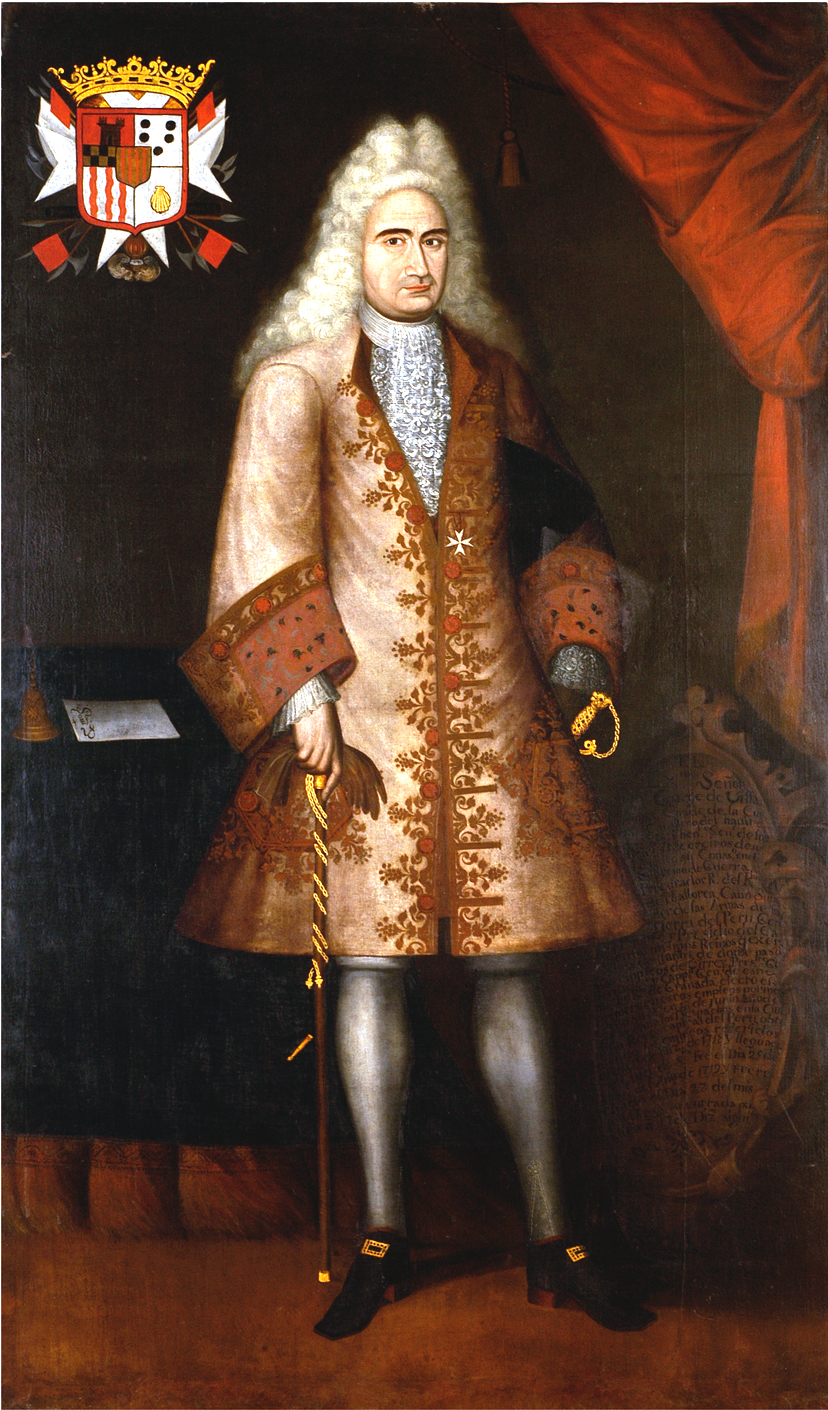
Jorge de Villalonga

Jorge de Villalonga, Conde (deutsch: Graf) de la Clueva (* 1655 in Spanien; † 1750) war ein spanischer Kolonialverwalter, der als Vizekönig von Neugranada amtierte.

## Leben
Villalonga schlug eine militärische Karriere ein. Er erreichte den Rang eines Generalleutnants des königlich spanischen Heeres, war Mitglied im obersten Kriegsrat und Stellvertreter (procurador) des Königs auf Mallorca. Als Ritter wurde er in den Johanniterorden aufgenommen.
Während der Amtszeit des Bischofs von Quito als Vizekönig von Peru, Diego Ladrón de Guevara, ging er in die neue Welt und war militärischer Oberbefehlshaber der spanischen Truppen in der Kolonie. 1718 wurde er als Nachfolger von Antonio de la Pedrosa zum ersten formellen Vizekönig von Neugranada berufen.
Sein Einzug in Bogotá und sein prächtiger Lebensstil standen im Gegensatz zu dem, was die mehrheitlich sehr arme Bevölkerung bisher erlebt hatte.
In seinem ersten Bericht an die spanische Krone empfahl er gleich, das Vizekönigreich wieder aufzulösen. Später bat er um die Erlaubnis, den Palast des Vizekönigs renovieren zu lassen. Sein Vorgänger Pedrosa, der noch in der Finanzverwaltung tätig war, verweigerte die entsprechenden Mittel.
Wie sein Vorgänger mühte er sich, die verbreitete Korruption und Misswirtschaft in Neugranada in den Griff zu bekommen. Er unterdrückte den Ausbau von Weinbau und Textilindustrie, um die entsprechenden Wirtschaftszweige des Mutterlandes nicht zu schwächen.
Innerhalb der spanischen Kolonialverwaltung muss offene Gegnerschaft geherrscht haben; jedenfalls schlug der Staatsanwalt (fiscal) der Real Audiencia dem König offen vor, Villalonga abzulösen. 1723 erteilte König Philipp V. tatsächlich den Befehl, die Amtszeit des Vizekönigs zu beenden und zugleich das Vizekönigreich wieder aufzulösen und unter die Verwaltung des Vizekönigreichs Peru zu stellen. Villalonga musste die übliche Revision seiner Amtsführung (juicio de residencia) abwarten, dabei wurde ihm die Korrektheit seiner Amtsgeschäfte bestätigt.
Mit Ablösung Villalongas hörte das Vizekönigreich auf zu bestehen, bis es 1740 erneut eingerichtet wurde.